# Woodbine (Kansas)
Woodbine è una città degli Stati Uniti d'America della contea di Dickinson nello Stato del Kansas.

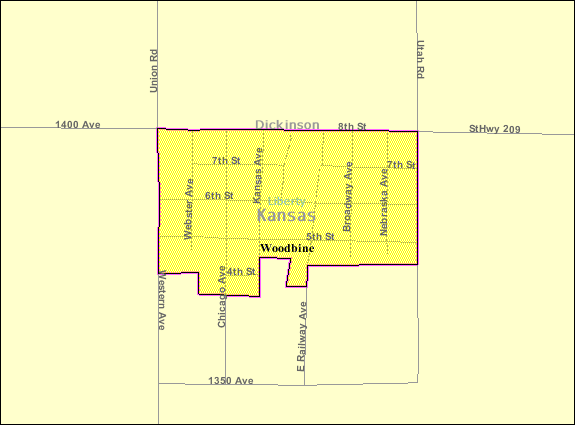
dettaglio planimetrico della città